# Дохов, Михаил Тутович
Михаил Тутович Дохов (12 августа 1930 года — 15 апреля 2016 года) — лауреат Государственной премии СССР (1978), руководитель работ в области испытаний и применения изделий ракетно-космической техники. Почётный радист СССР, действительный член Российской академии космонавтики им. К.Э. Циолковского, заслуженный испытатель космической техники. Генерал-майор (1984).

## Биография

### Ранние годы
Родился 12 августа 1930 года в селе Жемтала Советского района Кабардино-Балкарской АССР в многодетной семье простого крестьянина. После окончания неполной средней школы поступил в Ереванскую спецшколу ВВС. Самостоятельно летал на самолётах По-2, Ут-1, Як-18, прыгал с парашютом. Стал перворазрядником по парашютному спорту и гимнастике. 

### Служба в армии
После окончания спецшколы поступил в Серпуховское военное авиационно-техническое училище специалистов спецслужб ВВС. Успешно окончив училище, техник-лейтенант Дохов был направлен для прохождения службы в Заполярье: Кольский полуостров, Новая Земля...
В 1962 году окончил Киевское высшее артиллерийское инженерное училище ПВО им. С.М. Кирова, направлен  служить на Камчатке, на елизовском командно-измерительном пункте (КИП) в должности начальника радиолокационной станции «Кама».
После окончания Военной инженерной академии им Ф.Э. Дзержинского инженер-подполковник Дохов назначается командиром уссурийского КИП-15, одного из крупных командно-измерительных пунктов.
После Уссурийска полковника Дохова переводят к новому месту службы - в Голицыно-2. В течение года Михаил Тутович занимал должность начальника первого научно-испытательного управления.
Был назначен на уникальную должность в командно-измерительном комплексе - начальником научно-испытательного центра по управлению специальными типами космических аппаратов, в том числе космическим кораблём многоразового использования «Буран».
В Вооружённых Силах прослужил 40 лет. Службу проходил в: Армении, Грузии, Подмосковье, Москве, Киеве, Прибалтике, Заполярье (Кольский полуостров, Новая Земля), Камчатке, Приморском крае.
В 1986 окончил курсы при Военной академии Генерального штаба.
Последняя должность в составе Командно-измерительного комплекса - начальник Научно-исследовательского испытательного центра «Испытаний и применения специальных космических аппаратов» Главного испытательного центра испытаний и управления космическими средствами. Организовывал работу по управлению космическими аппаратами, в состав которых входили пилотируемые аппараты, аппараты фоторазведки и оптико-электронного зондирования земной поверхности и радио - технического наблюдения. Испытывал космические аппараты (КА) всех типов. Осуществлял непосредственное руководство лётными испытаниями КА специального назначения.
Уволился в запас в 1990 году

### После службы
После увольнения, принимал активное участие в общественной работе по патриотическому воспитанию молодых офицеров и среди ветеранов Командно-измерительного комплекса.
В 2004 году избран Председателем Совета Межрегиональной общественной организации «Ветераны Командно-измерительного комплекса». Являлся членом Президиума Совета Федерации космонавтики России.
Умер 15 апреля 2016 года в  Москве.

### Семья
Жена, дети,внуки.

## Награды, звания
- Орден «За службу Родине в Вооружённых Силах СССР» 2 степени
- Орден «За службу Родине в Вооружённых Силах СССР» 3 степени
- Орден Знак Почёта
- Орден «Петр Великий» 1-й степени
- Орден «За заслуги» Космических войск РФ
- Медаль «За службу в Космических войсках»
- Медаль «За заслуги в освоении космоса»
- Медаль «За боевые заслуги»
- Медаль «За боевые заслуги»
- Медаль «За укрепление боевого содружества»
- Юбилейная медаль «Двадцать лет Победы в Великой Отечественной войне 1941—1945 гг.»
- Юбилейная медаль «300 лет Российскому флоту»
- Медаль «Ветеран Вооружённых Сил СССР»
- Юбилейная медаль «50 лет Вооружённых Сил СССР»[1]
- Юбилейная медаль «60 лет Вооружённых Сил СССР»[2]
- Юбилейная медаль «70 лет Вооружённых Сил СССР»[3]
- Медаль «За безупречную службу» I степени
- Медаль «За безупречную службу» II степени
- Медаль «Патриот России»
- Медаль «За ратную доблесть»
- награждён знаками отличия Федерации космонавтики Российской Федерации.
- Звания: «Заслуженный испытатель космической техники», «Почетный радист СССР».

и др.